# Silikatmarmor

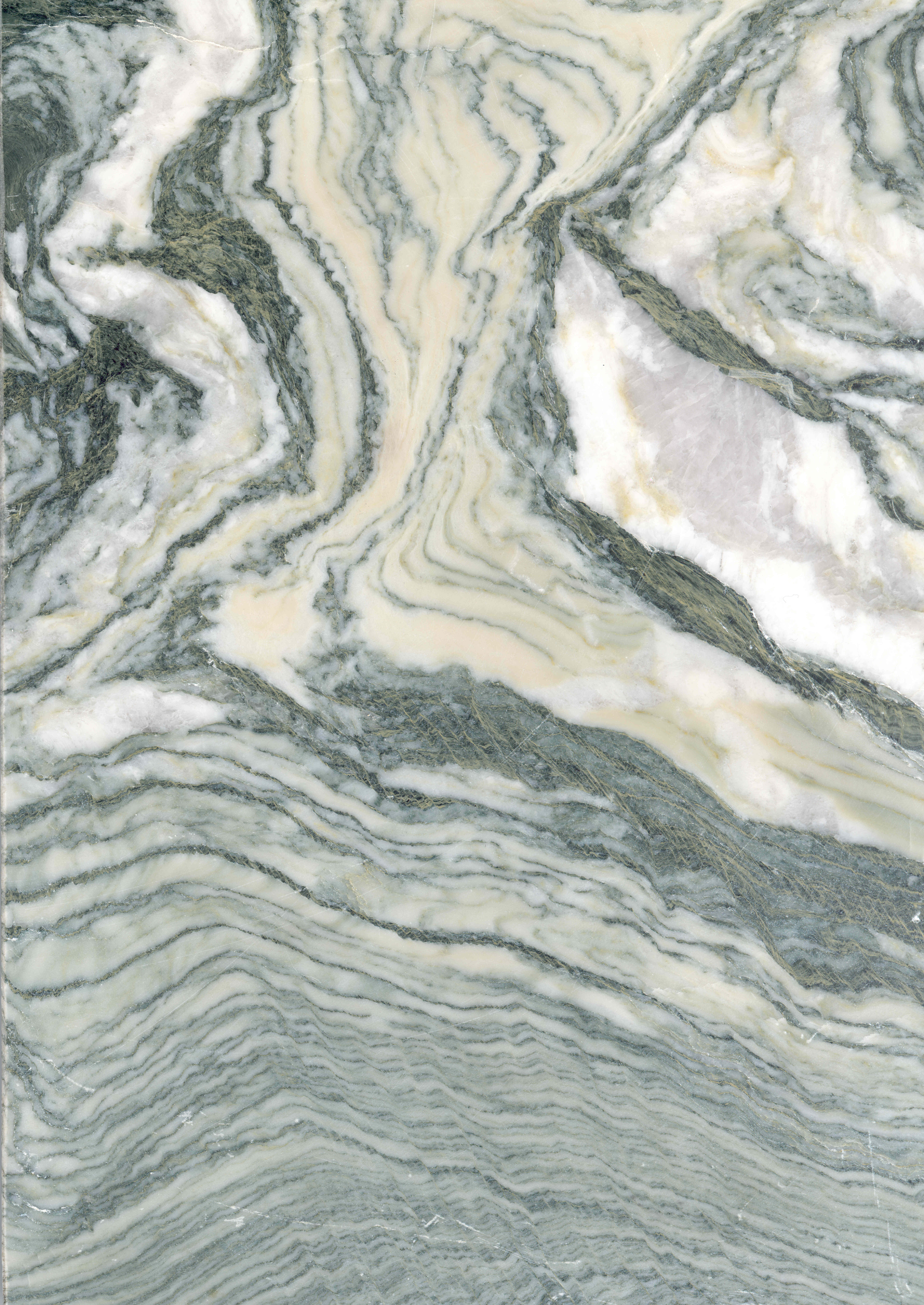
Cipollino, ein Silikatmarmor, Muster ca. 22×15 cm

Silikatmarmore oder Kalksilikatgesteine sind von Silikaten durchsetzte Kalksteine, die eine Metamorphose durchlaufen haben.
Es werden drei typische Gruppen unterschieden:
- Kalksandsteine mit detritischen und nichtdetritischen Quarzanteilen
- Mergelige metamorphe Kalksteine mit Gehalten von Anorthit, Zoisit und Grossluar, vereinzelt auch Phlogopit und Vesuvian
- Silikathaltige Dolomite unter Beteiligung von Calcit, Tremolit, Talkmineralien, Forsterit und Diopsid.

Im Gefüge von diesen Gesteinen sind die nichtkarbonatischen Bestandteile verstreut oder in Lagen enthalten. Im letzteren Fall können sie eine besondere optische Wirkung entfalten.
Silikatmarmore zeigen mitunter ein interessantes Dekor und sind sehr seltene Gesteine. In der Metamorphose reagieren die in den Ausgangsgesteinen enthaltenen Tonminerale und das Chlorit zu Eisen- und Kalziummagnesium und bilden Granat, Pyroxen, Wollastonit und Vesuvian. Cipollino führt grünen Chlorit in seinem Mineralbestand und Castione rot-braune Granaten. Silikatmarmore, die Granaten enthalten werden gelegentlich Silikatgranatmarmore genannt.
Der Begriff Silikatmarmor wird nach modernen petrographischen Gesichtspunkten nur noch wenig verwendet, weil die Abgrenzung nach Gehalten von Silikatmineralien in Marmoren nicht sinnvoll erscheint. Typischerweise wurde er für Marmore mit sandigen bzw. pelitischen Anteilen eingesetzt.

## Natursteinsorten
- Castione, (Kanton Ticino, Schweiz, bei Bellinzona)
- Cipollino, (Stazzema/Lucca, Italien)